# Piptomeris
Piptomeris là một chi thực vật có hoa trong họ Đậu.